# Muszkatołowiec korzenny

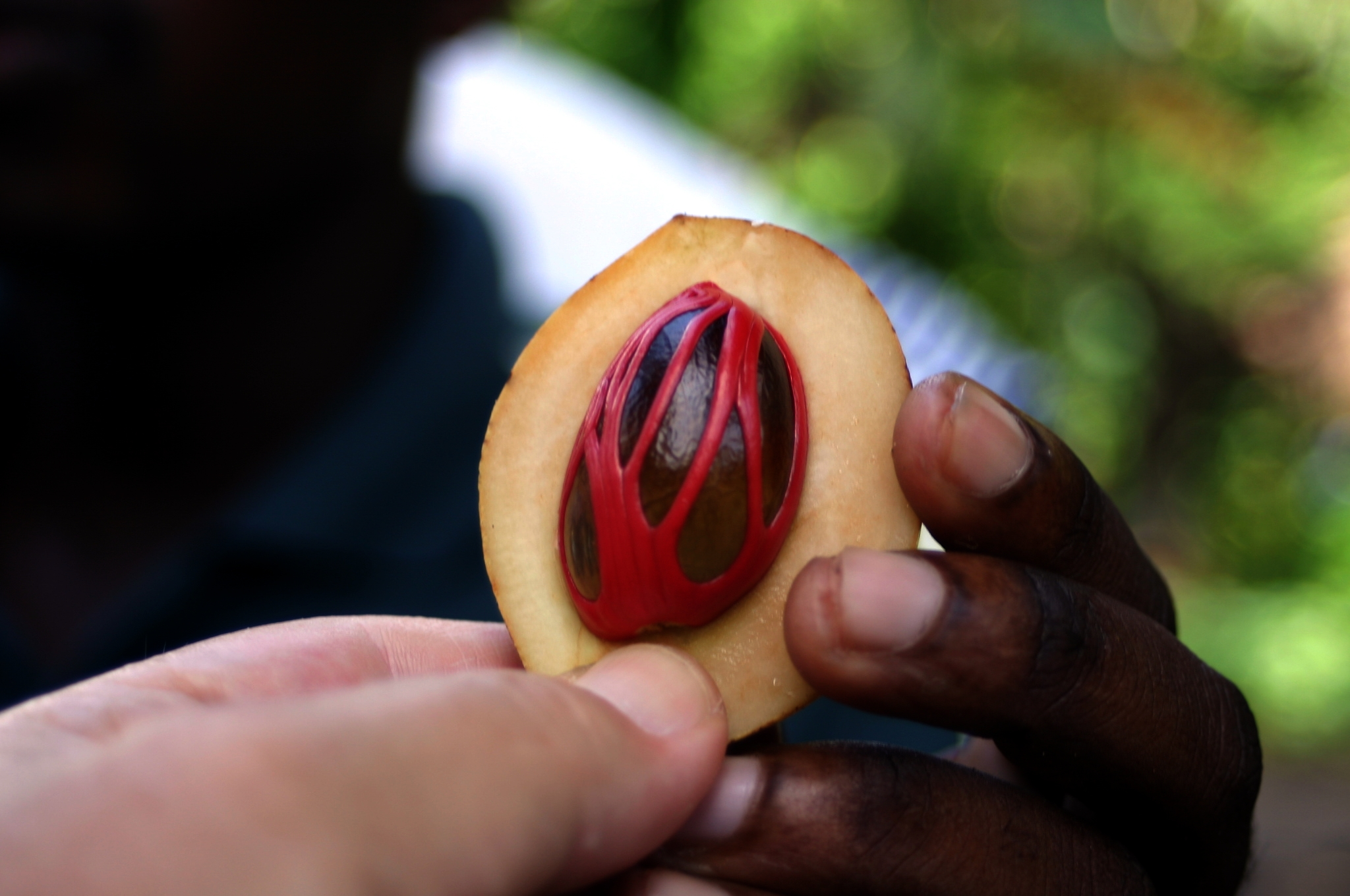
Przecięty owoc z widocznym nasionem otoczonym osnówką

Muszkatołowiec korzenny, muszkatowiec, muszkat (Myristica fragrans Houtt.) – gatunek drzewa z rodziny muszkatołowcowatych. Pochodzi ono z Wysp Banda (części Moluków zwanych Wyspami Korzennymi, będących częścią Archipelagu Malajskiego). Suszone jądra nasion tej rośliny znane są jako gałka muszkatołowa. Z osnówki otaczającej nasiono otrzymuje się jeszcze inną przyprawę – kwiat muszkatołowy.

## Morfologia
PokrójWiecznie zielone drzewo, dorastające do 10 m, o stożkowatej koronie. Pień i gałęzie pokryte są gładką, oliwkową korą przesyconą bezbarwnym sokiem czerwieniejącym na powietrzu.
LiściePodłużnie eliptyczne, skórzaste, całobrzegie, na końcu zaostrzone, na gałązkach osadzone skrętolegle.
KwiatyRoślina dwupienna, kwiaty zebrane w niewielkie kwiatostany, żeńskie o koronie trójłatkowej białego koloru, z jajowatym słupkiem. Męskie z licznymi (ok. 10) pręcikami zrośniętymi w rurkę.
OwoceJednonasienne torebki, mięsiste, o kształcie kulistym lub nieco gruszkowatym, barwy żółtej z czerwonym nalotem. Torebki pękają dwoma klapami. Zawierają nasiono brązowe o bruzdowanej powierzchni i marmurkowym, białoszarym „jądrze”, otoczone koronkowatą osnówką o fioletowoczerwonej barwie.